# Santo Domingo de Silos (kommunhuvudort)
Santo Domingo de Silos är en kommunhuvudort i Spanien.   Den ligger i provinsen Provincia de Burgos och regionen Kastilien och Leon, i den centrala delen av landet, 170 km norr om huvudstaden Madrid. Santo Domingo de Silos ligger 1 032 meter över havet och antalet invånare är 286.
Terrängen runt Santo Domingo de Silos är huvudsakligen kuperad, men söderut är den platt. Runt Santo Domingo de Silos är det mycket glesbefolkat, med 2 invånare per kvadratkilometer. Närmaste större samhälle är Salas de los Infantes, 12,6 km nordost om Santo Domingo de Silos. 